# Teeglas

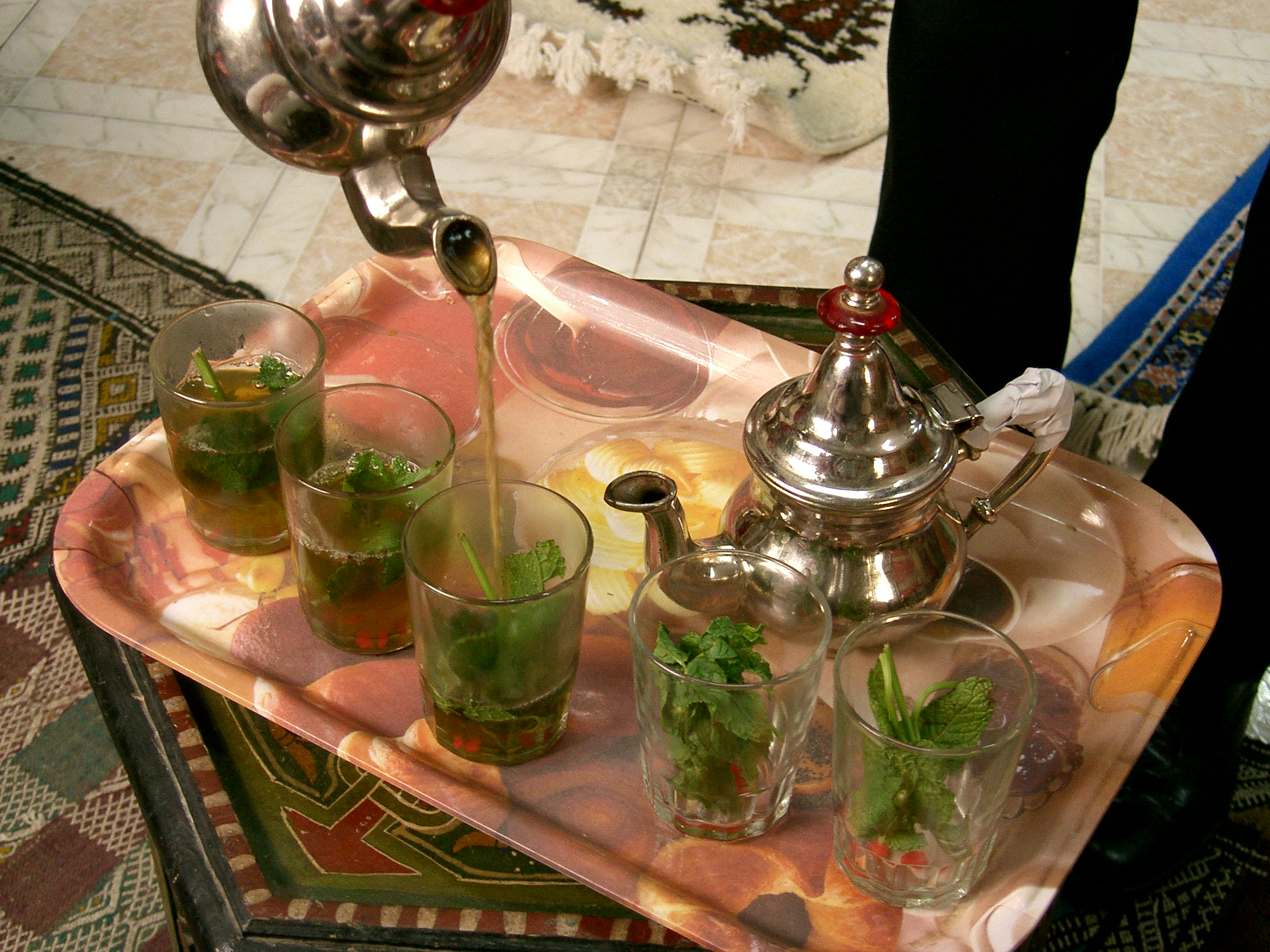
Traditioneller Marokkanischer Pfefferminztee serviert in typischen Gläsern

Teegläser sind Trinkgefäße aus Glas, selten auch aus Kunststoff, aus denen überwiegend Tee getrunken wird. Dies ist traditionell in der arabischen und türkischen Welt, aber auch in Europa üblich, und hat mehrere Gründe:
1. Durch die geringe Wärmeleitfähigkeit des Glases kann der Tee heiß getrunken werden.
2. Die Farbe des Tees (und seiner Zugaben, wie Süßungsmittel oder Kräuter und Gewürze) ist so sichtbar.
3. Glas ist günstiger als das im ostasiatischen Raum verwendete Porzellan, aber stabiler als Irdenware.

Davon unbenommen existieren auch Teebecher aus Metall. Mit Erscheinen der Heißgetränke Kaffee, Schokolade und Tee benutzte man in Europa zunächst Trinkgefäße vor allem aus Zinn. Da man sich bei der Benutzung von Geschirr aus Metall für Heißgetränke schnell die Finger verbrennen kann, setzte sich in Europa das Koppchen bzw. die Tasse aus Porzellan durch.
Im arabischen Raum, Russland und Europa finden sich vorwiegend Gläser in Becherform, in der Türkei Gläser mit geschwungener Wandung.
Vereinzelt besitzen – besonders in Mittel- und Nordeuropa – die Gläser Henkel oder werden in einem Gestell mit Henkel aus Metall oder Plastik serviert, ähnlich denen, die für Mocca oder Bowle benutzt werden. In Russland nennt man diese Teeglashalter Podstakannik.
Es gibt auch sogenannte Thermogläser mit doppelter Wandung zur besseren Wärmeisolierung des eingefüllten heißen Tees.

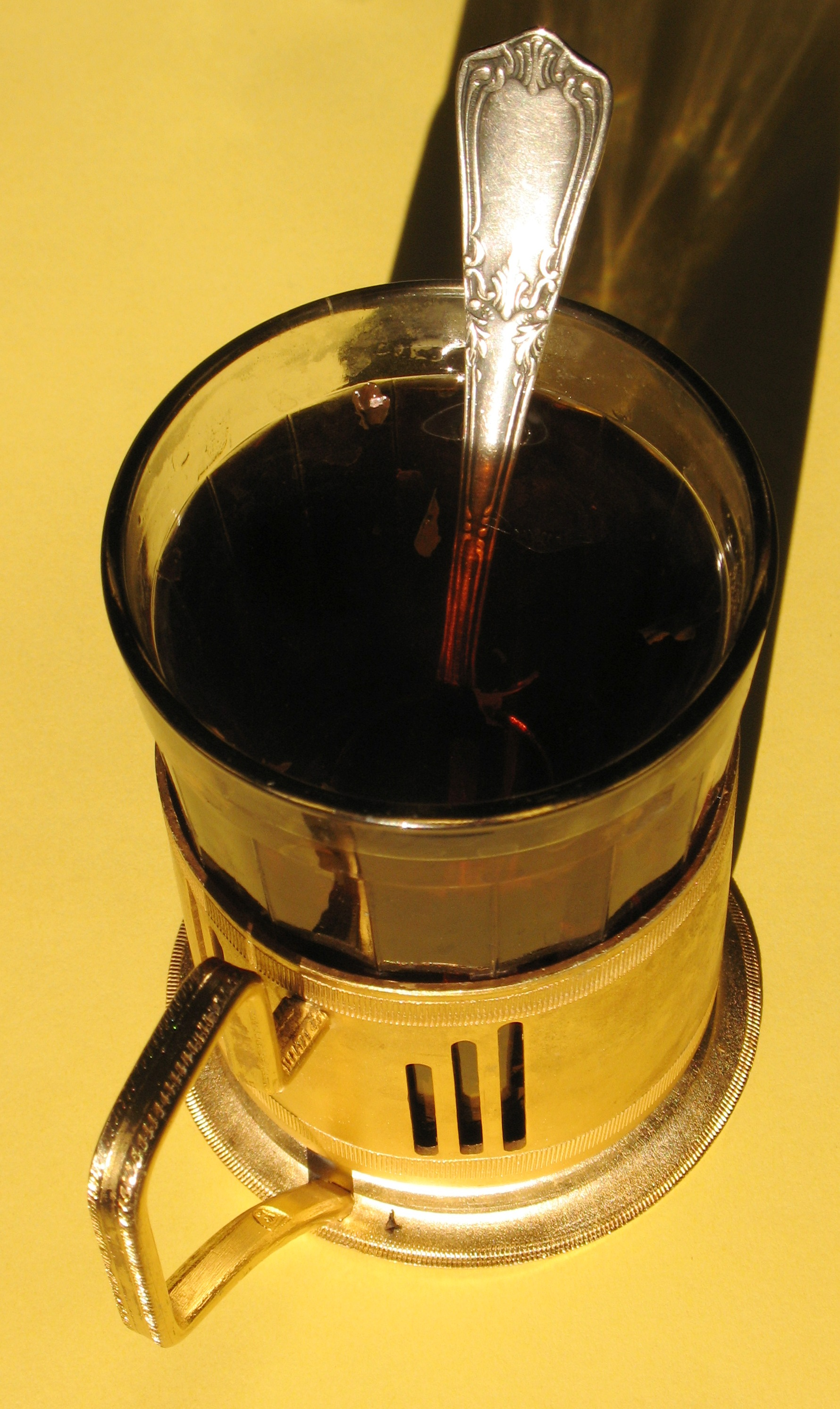
Teeglas in einem Gestell mit Henkel
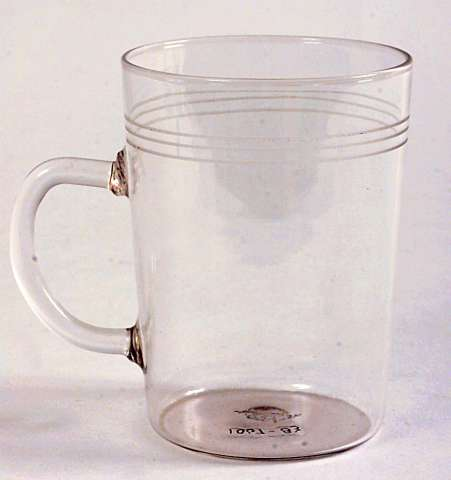
Teeglas mit angebrachten Henkel
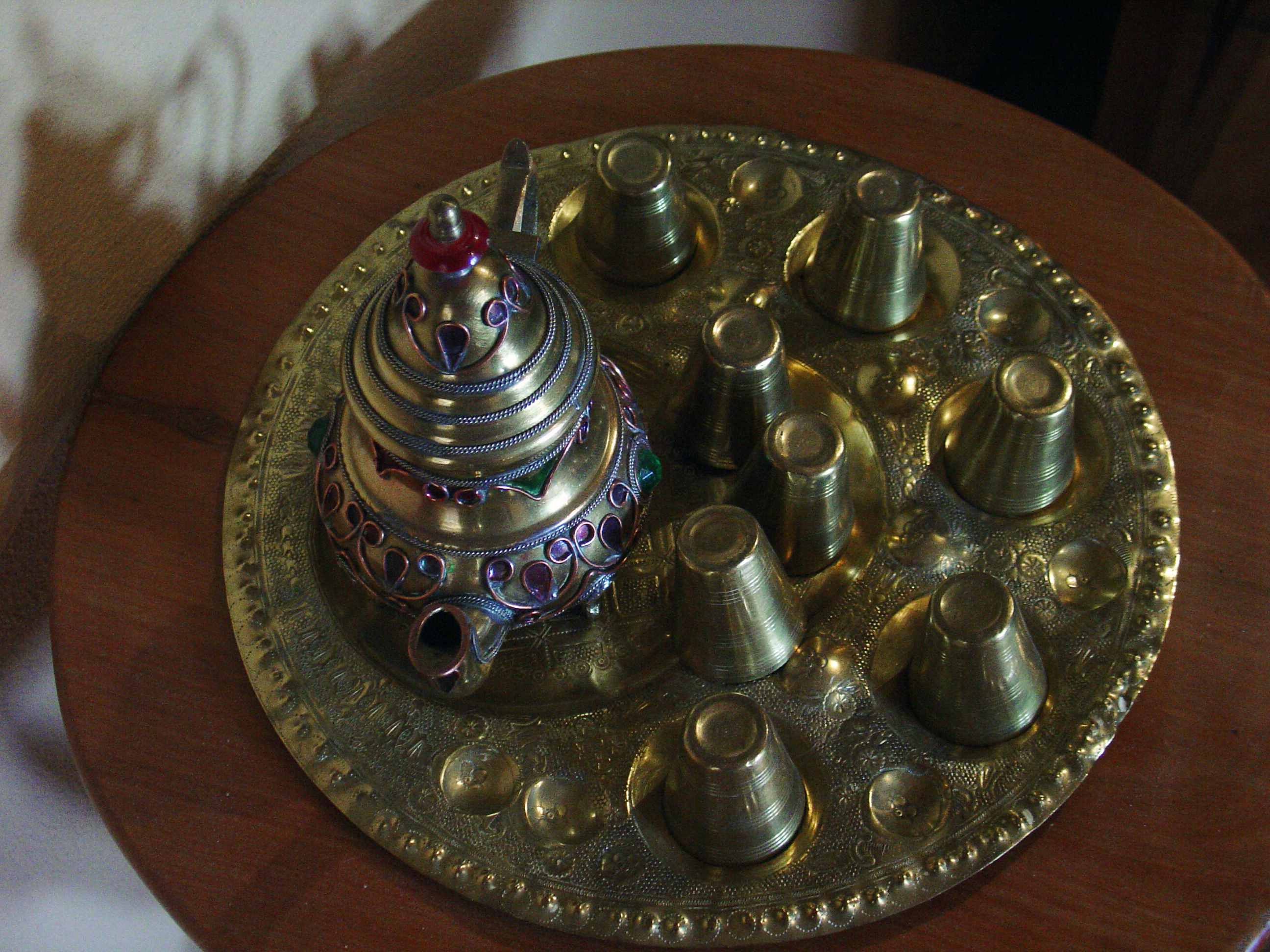
Marokkanisches Teeservice aus Messing
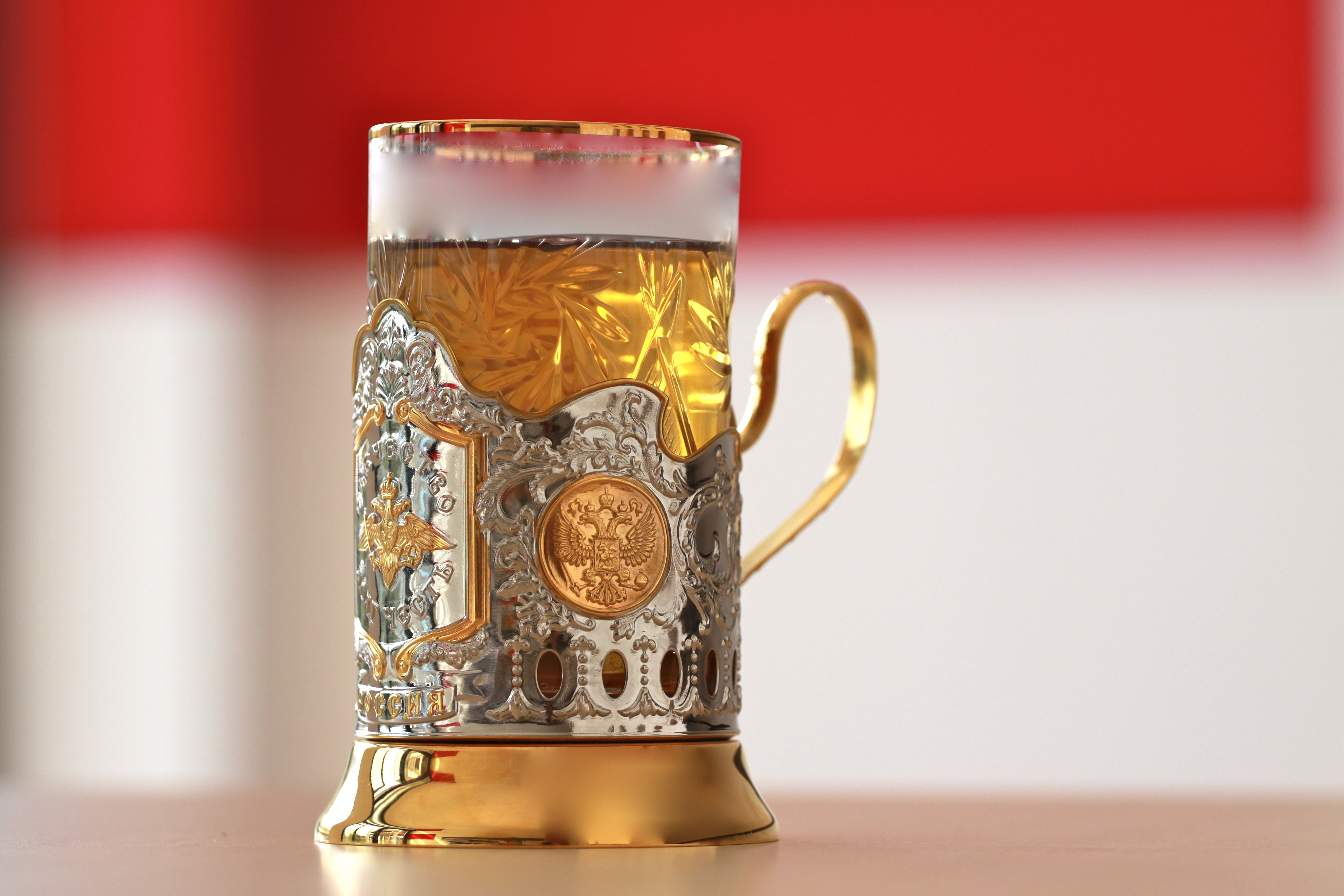
Teeglas im Teeglashalter Podstakannik
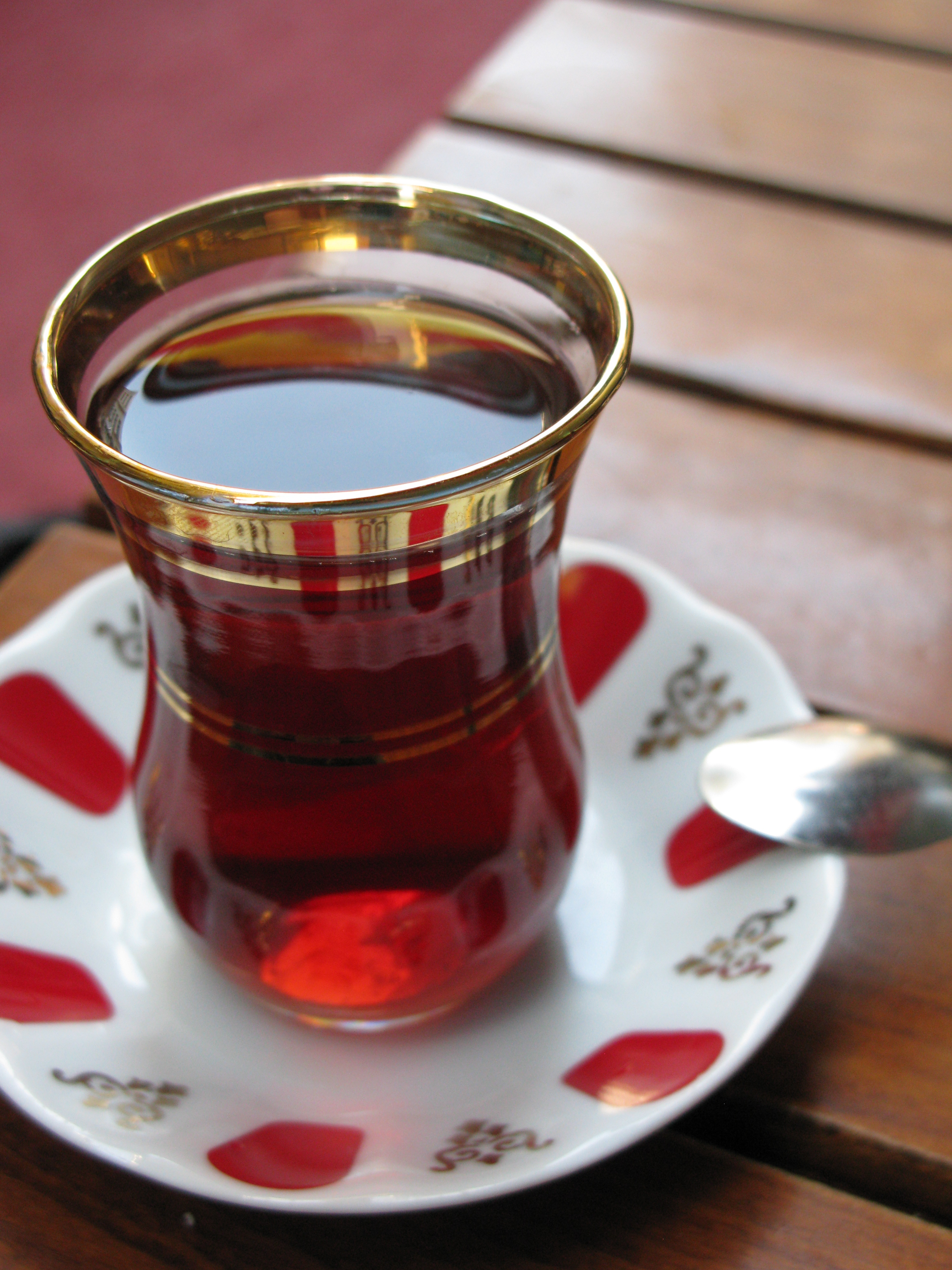
Türkisches Teeglas